# ジョン・ロバート・クラインス

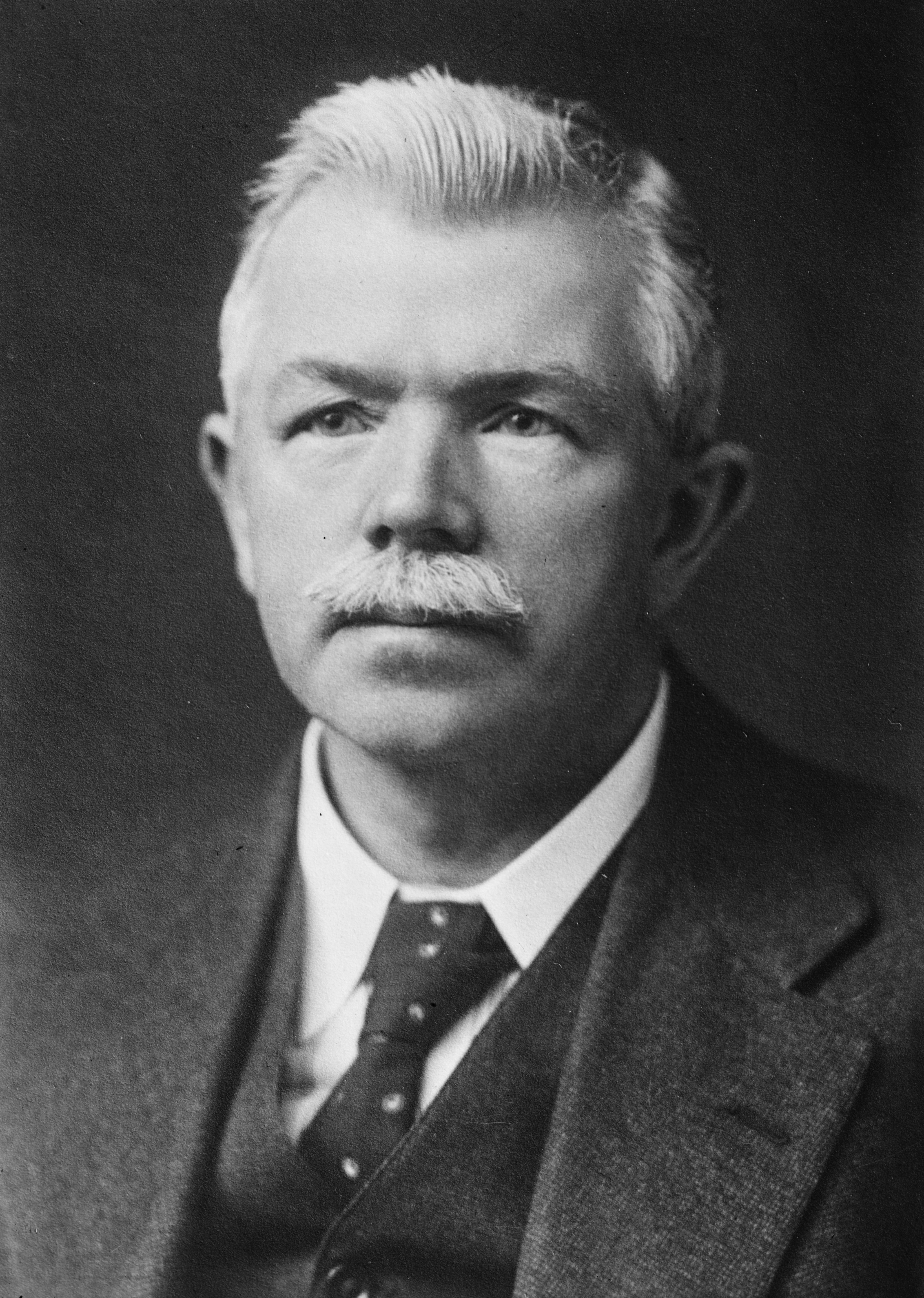
ジョン・ロバート・クラインス

ジョン・ロバート・クラインス（John Robert Clynes、1869年3月27日 - 1949年10月23日）は、イギリスの労働運動家、政治家（労働党所属）。35年間にわたり庶民院議員を務め、イングランド人初の労働党党首（それまではスコットランド出身者が党首を務めていた）として1922年の総選挙を大躍進に導いたことでも知られる。

## 来歴
パトリック・クラインスという労働者の子としてランカシャーのオールダムに生まれ、10歳で地元の綿工場に働き始める。16歳の時に織物産業における児童労働に関する一連の記事を執筆し、1年後労働組合の結成に尽力する。1892年にはランカシャーガス労働者組合のオルガナイザーとなり、フェビアン協会とも関係を深める。その後独立労働党を経て、1900年の労働者代表委員会結成大会に参加し、同委員会は直後に労働党と改称する。
1906年の総選挙の北東マンチェスター選挙区で、当時結党間もない労働党から出馬、初当選を果たし、党内で一躍スター議員となる。1910年、副党首に就任する。
第一次世界大戦に際してはラムゼイ・マクドナルドと異なり、イギリスの武力介入を支持、1917年にデイヴィッド・ロイド・ジョージ連立政権で食糧管理大臣を務める。翌年には同大臣へ昇格すると共に、同年の総選挙でマンチェスター・プラッティング選挙区から出馬し当選する。1922年の総選挙においては、党首として選挙前の52議席から142議席に増やすなど、党を空前の勝利へと導いた。
一方、マクドナルドはこの間1914年に平和主義を貫き党首を辞任、1918年の総選挙で落選した。その後4年間庶民院にも戻ることがなかったが、1921年労働党議員による党首選の結果、マクドナルドはクラインスに辛勝した。マクドナルドが首相に就くと、1924年の政権崩壊まで庶民院の党首に任命、第2次マクドナルド政権（1929年 - 1931年）では内務大臣となった。
1931年、折からの世界恐慌を受け緊縮政策を採るマクドナルドに対して、アーサー・ヘンダーソンやジョージ・ランズベリーと反マクドナルドで結集、マクドナルドが挙国一致内閣組閣のため労働党を離党すると遂に袂を分かつこととなる。同年の選挙でマンチェスター・プラッティング選挙区から出馬するも落選する。1935年に同選挙区から再選を果たし、10年後の1945年の総選挙まで庶民院議員を務めた。